# Euryproctus spinipes
Euryproctus spinipes är en stekelart som först beskrevs av Cameron 1907.  Euryproctus spinipes ingår i släktet Euryproctus och familjen brokparasitsteklar. Inga underarter finns listade i Catalogue of Life.